# Лирацис, Лефтерис
Лефтерис Лирацис (греч. Λευτέρης Λύρατζης; 22 февраля 2000, Кавала, Греция) — греческий футболист, защитник клуба ПАОК, выступающий на правах аренды за «Пансерраикос». В 2022 году сыграл один матч за сборную Греции.

## Клубная карьера
Лирацис — воспитанник клуба ПАОК. 20 декабря 2018 года в поединке Кубка Греции против «Аиттитос Спата» Лефтерис дебютировал за основной состав. 19 января 2019 года в матче против «Паниониос» он дебютировал в греческой Суперлиге. В том же году он стал чемпионом и обладателем национального кубка. Летом 2019 года для получения игровой практики Лирацис был арендован клубом «Волос». 31 августа в матче против «Арис» он дебютировал за новую команду. 4 января 2020 года в поединке против ОФИ Лефтерис забил свой первый гол за «Волос».
2 сентября 2024 года перешёл на правах аренды в нидерландский НЕК.

## Достижения
Командные
 ПАОК
- Победитель чемпионата Греции — 2018/2019
- Обладатель Кубка Греции — 2018/2019